# Kilbarchan Steeple

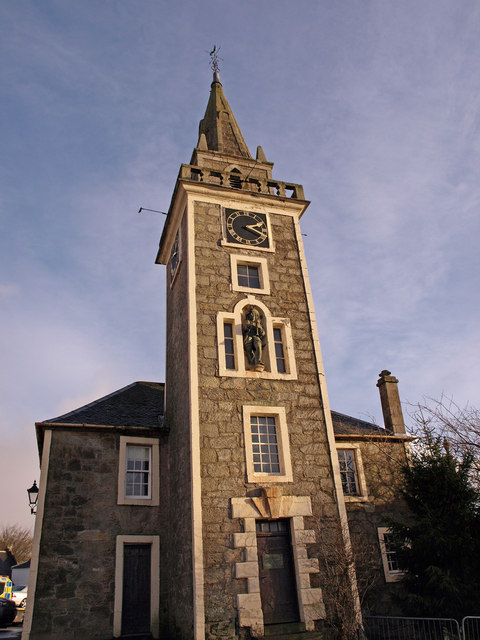
Kilbarchan Steeple

Der Kilbarchan Steeple ist ein Turm in der schottischen Stadt Kilbarchan in der Council Area Renfrewshire. 1971 wurde das Bauwerk in die schottischen Denkmallisten in der höchsten Kategorie A aufgenommen. Eine frühere Einstufung als Scheduled Monument wurde 1998 aufgehoben.

## Beschreibung
Der Turm liegt an der Steeple Street im Nordwesten der Stadt. Er wurde um das Jahr 1775 nach einem Entwurf des Steinmetzes David Kerr errichtet. Der Kilbarchan Steeple weist einen quadratischen Grundriss auf. Oberhalb des Eingangsportals befindet sich eine bronzene Statue. Sie stellt den ehemaligen Sackpfeifer der Stadt, Habbie Simpson, dar. Ursprünglich handelte es sich um eine hölzerne Statue aus dem Jahr 1822, die jedoch 1922 durch die bronzene ersetzt wurde. An den Turm schließt sich ein zweistöckiges Gemeindezentrum an, das in der Vergangenheit auch als Schule beziehungsweise als Markthalle genutzt wurde. Es wurde im Jahr 1782 hinzugefügt.